# Ruchcza 1
Ruchcza 1 (biał. Рухча 1; ros. Рухча 1; także Ruchcza I) – wieś na Białorusi, w obwodzie brzeskim, w rejonie stolińskim, w sielsowiecie Ruchcza, którego władz jest siedzibą.
Znajduje się tu parafialna cerkiew prawosławna pw. św. Mikołaja Cudotwórcy.

## Historia
W XIX w. opisywana jako miejscowość odludna. W dwudziestoleciu międzywojennym Ruchcza I leżała w Polsce, w województwie poleskim, w powiecie stolińskim, do 18 kwietnia 1928 gminie Radczysk, następnie w gminie Płotnica. Po II wojnie światowej w granicach Związku Sowieckiego. Od 1991 w niepodległej Białorusi.